# Montalbán
Montalbán – gmina w Hiszpanii, w prowincji Teruel, w Aragonii, o powierzchni 82,04 km². W 2011 roku gmina liczyła 1350 mieszkańców.